# Q (film, 1974)
Pour les articles homonymes, voir Q.
Pour plus de détails, voir Fiche technique et Distribution.
Q, également intitulé Au plaisir des dames, est un film franco-italo-belge réalisé par Jean-François Davy, sorti en 1974.

## Synopsis
Gilles Pilard (Philippe Gasté), un garagiste touché par la crise et menacé de faillite, s'associe avec deux de ses amis — Max (Pierre Danny), exploitant une casse à ferraille, et l'avocat Xavier (Jean Roche) — et décide de se reconvertir en ouvrant une maison close pour une clientèle féminine. Le succès couronne son entreprise qui devient un enjeu politique. Nous suivons les avatars d'une campagne électorale singulière.

## Fiche technique
- Titre : Q
- Titre alternatif : Au plaisir des dames
- Réalisation : Jean-François Davy
- Assistants réalisateurs : Cyrille Chardon • Daniel Tragarz
- Scénario : Jean-François Davy • Daniel Geldreich d'après son roman
- Musique : Raymond Ruer
- Photographie : Marc Fossard
- Cadre : Michel Thiriet
- Montage : Claude Cohen
- Assistants montage : Christel Micha • Héloïse
- Son : Gérard Barra
- Assistant son : Jesus Navarro
- Script : Natalie Perrey
- Conseiller technique action : Claude Carliez
- Maquillage : Blanche Picot
- Coiffure : Alain Monge • Mod's Hair
- Photographe de plateau : René Techer
- Générique : Jean-Noël Delamarre
- Chef électricien : Étienne Duteil
- Électricien : Michel Brethez
- Chef machiniste : Daniel Cristin
- Machiniste : Guy Canu
- Régisseur : Christian Eludut
- Directeur de production : Rudy-Jean Le Roy
- Producteurs : Jenny Gérard • Michel Gast • Jean-François Davy • Carmine De Benedittis
- Sociétés de production : Société nouvelle de doublage (S.N.D., Paris) • Contrechamp (Paris) • Monti Film (Rome) • Valisa Films Prod.
- Sociétés de distribution : Société nouvelle de doublage (S.N.D.) (France) • Grand National Film Distributors (Royaume-Uni)
- Pays de production :  France |  Italie |  Belgique
- Langue : français
- Tournage : novembre-décembre 1973
- Format : couleur — 35 mm — 1,37:1 — Son : Mono
- Genre : comédie érotique
- Durée : 84 minutes (1 h 24)
- Visa d'exploitation no 42032
- Dates de sortie : 
  - France : 9 août 1974
- Autres titres connus : 
  - France : Au plaisir des dames (ressortie de 1983)
  - Italie : Come divenni primo ministro
  - Royaume-Uni : Prickly Problems

## Distribution
- Philippe Gasté : Gilles Pilard
- Nanette Corey : Irma, l'ex-prostituée
- Pierre Danny : Max
- Anne Libert : Juliette
- Malisa Longo : Sabine
- Corinne O'Brian : Florence Bolduc
- Jean Roche : Xavier
- Jean Parédès : Gustave Bolduc, le premier ministre
- Yvonne Clech : Mme Bolduc, la femme du premier ministre
- Dany Danyel : la colocataire de Sabine rousse
- Maria Mancini : la colocataire de Sabine brune
- Martine Azencot : la colocataire de Sabine blonde
- Dominique Vallet : l'élève prostitué « qui a des capacités »
- Richard Darbois : l'élève prostitué « ramolli »
- Claude Melki : Bertot, élève prostitué dissipé
- Bouboule : Vidal, élève prostitué dissipé
- Jean Droze : l'homosexuel
- Rita Maiden : la cliente « en avance »
- Frédérique Barral : la cliente qui aime être rudoyée
- Denise Dax : la cliente au godemiché
- Claudine Beccarie : la cliente brune au petit chien
- Françoise Quentin : la cliente blonde
- Gilda Arancio : la cliente de la chambre des tortures
- Yves Brainville : le président de la république
- Simone Duhart : le préfet
- Philippe Dumat : Edgar, le collaborateur de Bolduc
- Henri Djanik : le chauffeur des Bolduc
- Dominique Hullin : le garde du corps des Bolduc
- Lydia Feld : la candidate secrétaire
- Laurence Badie : l'acheteuse du garage
- François Viaur : l'huissier
- André Nader : un militant de l'opposition
- Serge Coursan : un militant de l'opposition
- Jacques Robiolles  : un militant de l'opposition
- Pierre Guillermo : le journaliste Pierre Guillermo
- Dominique Erlanger : la journaliste Dominique Schwartz
- Claude Chantal : la propagandiste de la banque du sperme
- Sarah Sterling : une infirmière
- Antonia Lotito : une infirmière
- Gillian Gill : l'infirmière « douce et attentionnée »
- Jean Pascal : le réceptionniste
- Jean Turlier : le curé
- René Bériard : le père de Sabine
- Chantal Aba
- Michel Brethes
- Fabrice Bruno
- Françoise Dasque
- Jean-Philippe Delamarre
- Jeanine Forney
- Francine Hébert
- Germaine Jaunet
- Dany Stéphane
- Jean-Pierre Mantion
- Jérôme Martin
- Armando Minouflet
- Ginette Pigeon
- Marc Ulrich
- Johnny Wessler
- Roger Carel : le narrateur / voix du présentateur
- Jean-François Davy : le cinéaste